# Sloshing

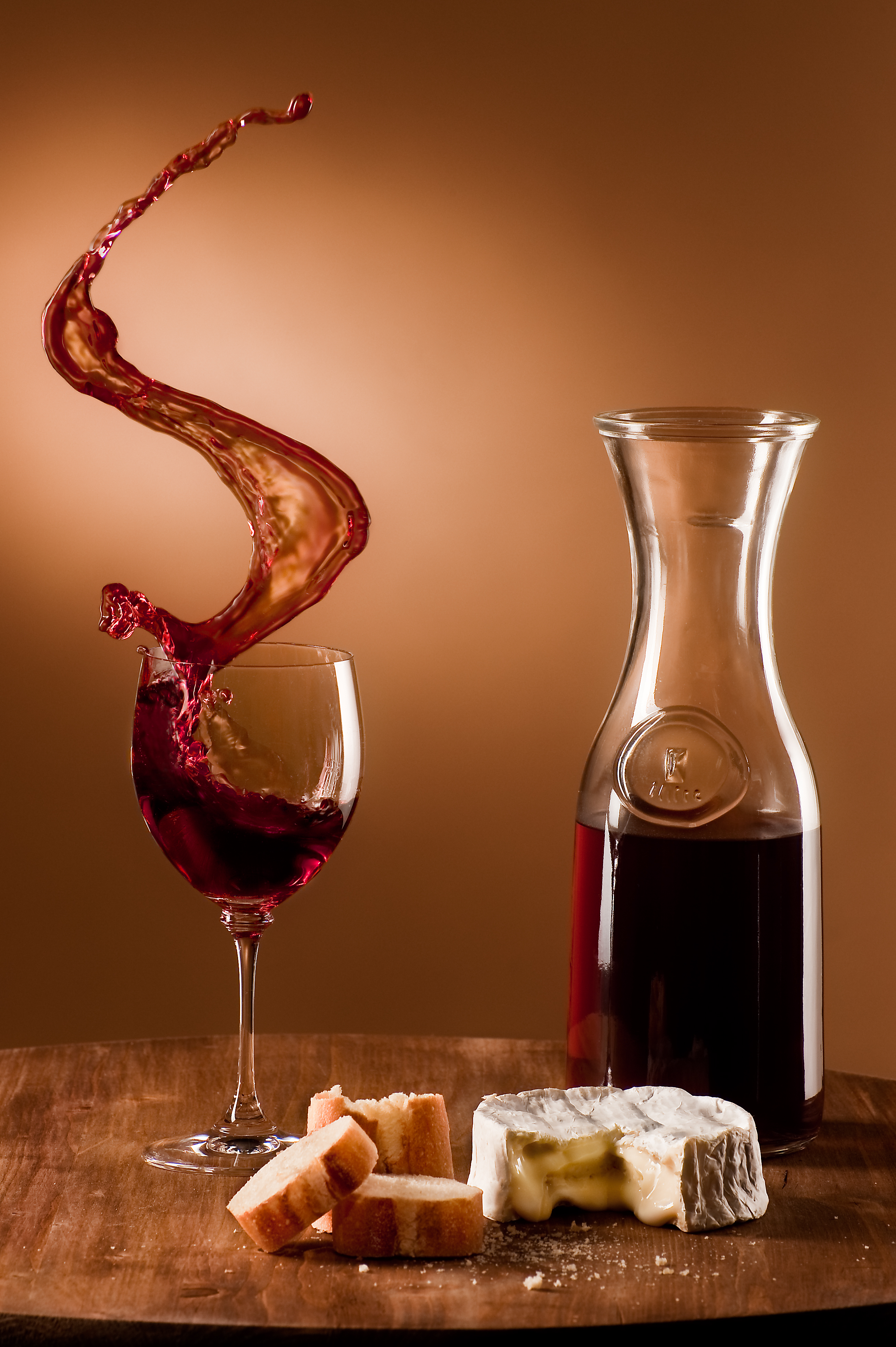
Schwappender Wein

Unter Sloshing (englisch für schwappen) versteht man komplexe Oberflächeneffekte von Flüssigkeiten. Sloshing ist ein Teil der Fluidmechanik und umfasst das Bewegungsverhalten von Flüssigkeiten in einem anderen Objekt (etwa einem Tank), das sich typischerweise ebenfalls bewegt. Vereinfacht ausgedrückt ist Sloshing das Hin- und Herschwappen von Flüssigkeiten mit freier Oberfläche innerhalb eines Behälters. Die schwappende Flüssigkeit interagiert dynamisch mit den Tankwänden und erzeugt ein dynamisches Gesamtbewegungssystem.
Für Fahrzeuge, die Flüssigkeiten mit freier Oberfläche in Tanks transportieren sollen, muss das Schwappverhalten berücksichtigt werden, da kleine Bewegungen des Gefäßes verhältnismäßig starke Flüssigkeitsbewegungen zur Folge haben können. Dies kann zum Problem werden, da beim Auftreffen der Flüssigkeit auf die Wände des umgebenden Tanks teilweise sehr hohe Druckbelastungen entstehen, die zur Beschädigung oder Zerstörung von Bauteilen führen können. Eine Maßnahme gegen Beschädigungen innerhalb der Tanks sind Schlagschotte, beziehungsweise Schwallbleche.
Sloshing kann die Gesamtdynamik des Fahrzeugs beeinflussen. Zum Beispiel können bei Tankwagen, Schiffen oder Flugzeugen die Flüssigkeitsbewegungen innerhalb des oder der Tanks das Bewegungsverhalten der betreffenden Fahrzeuge beeinflussen. Bei Schiffen wird bei der Berechnung zwischen der stabilitätsmindernden Komponente der freien Oberfläche und dem Einfluss des Sloshing auf die Schiffsstruktur unterschieden.